# جائزة سان مارينو الكبرى 1987
جائزة سان مارينو الكبرى 1987 هو سباق فورمولا 1 أقيم بتاريخ 3 مايو 1987 في حلبة إنزو دينو فيراري، إيمولا، إميليا-رومانيا، إيطاليا. كان الثاني من أصل 16 في بطولة العالم لسباقات الفورمولا واحد موسم 1987. حلّ البريطاني نايجل مانسيل أولا بينما جاء البرازيلي آيرتون سينا في المركز الثاني وحصل على المركز الثالث الإيطالي ميكيلي ألبوريتو.